# スバルジョ
スバルジョ（アフマッド・スバルジョ、Achmad Soebardjo Djojoadisoerjo、1896年3月23日 –1978年12月15日 ）は、インドネシアの政治家。初代外務大臣。
1951年9月4日から9月8日までサンフランシスコで開かれた日本との平和会議に、インドネシアの首席代表として出席し、日本の主権回復と日本が国際社会でその地位を回復することを歓迎した。